# Curentul Madagascarului
Curentul Madagascarului este un curent marin cald în Oceanul Indian, care se deplasează spre sud și sud-vest pe lângă coastele estice și sudice ale Madagascar. Curentul Madagascarului este o ramură a curentului Ecuatorial de Sud. Viteza lui este de 2-3 km/h, iar temperatura apei la suprafață este +27 – +28°C în august și +22 – +24°C în februarie. Salinitatea curentului este de peste 35‰.